# 沃鲁赫

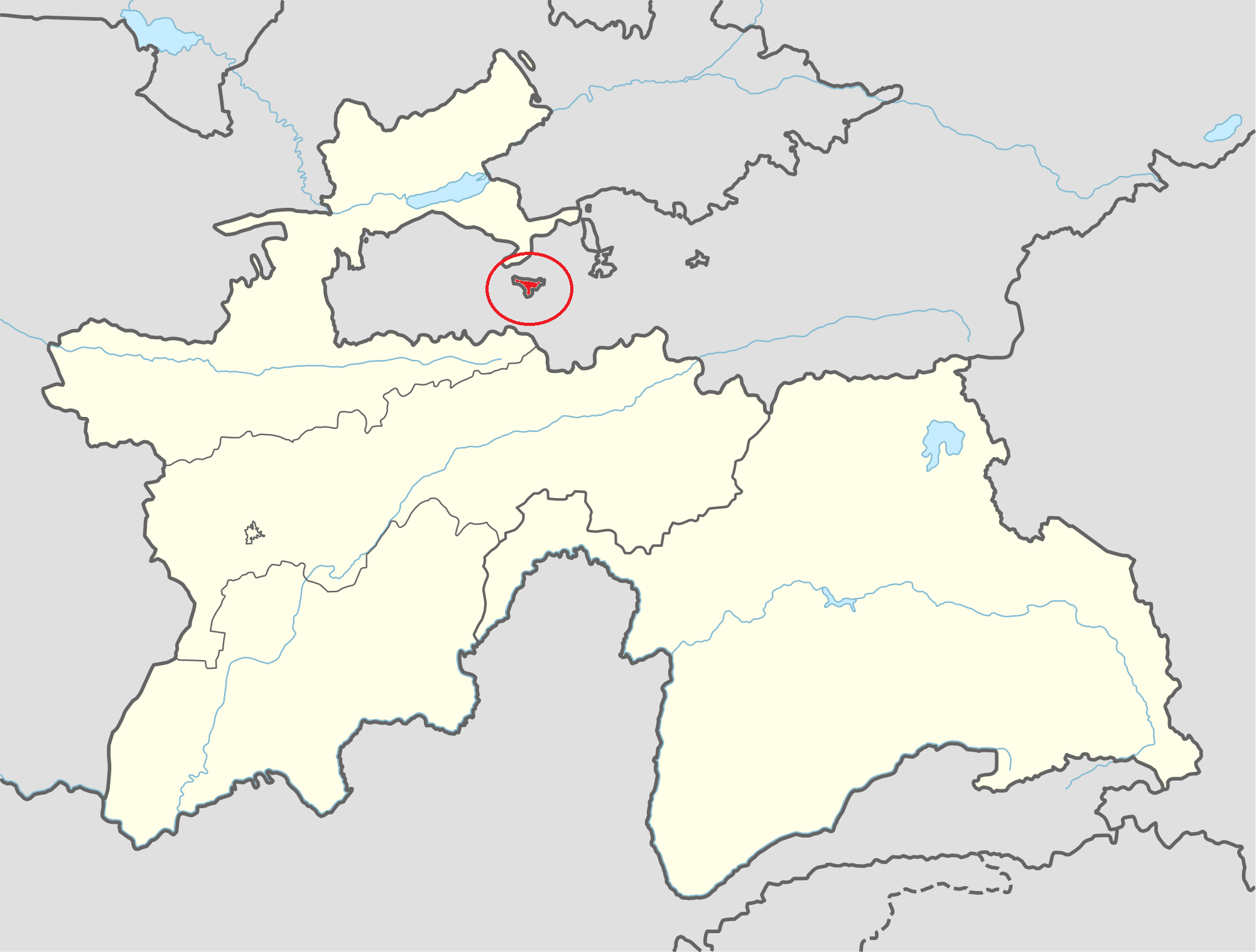
飞地的位置

沃鲁赫是一块位于中亚费尔干纳盆地的飞地，属于塔吉克斯坦索格特州伊斯法拉区，被吉尔吉斯斯坦巴特肯州包围。该飞地距离塔吉克斯坦本土20 公里，面积为130平方公里。这里是塔吉克族人聚居地区，约有4万塔吉克族人。该地区共有十二个村落，每个村落的居民在性格、言语文化、行为方式等方面都有各自的特点，甚至同一个村庄内的居民说两种不同的塔吉克语方言。沃鲁赫飞地的地理位置非常重要，途经沃鲁赫的公路是连接吉尔吉斯斯坦巴特肯州梁良区与吉尔吉斯斯坦国内其他地区的唯一通道。 沃鲁赫飞地的产生是1930年代苏联政策的产物。在1920年代的苏联地图上，沃鲁赫尚与塔吉克斯坦本土相连。但是1950年代的地图上，沃鲁赫突然就成了吉尔吉斯斯坦中间的一块飞地。苏联解体后，吉尔吉斯斯坦与塔吉克斯坦两国就土地和水源问题多次在此发生冲突。